# Melanocetus murrayi
Melanocetus murrayi – gatunek ryby głębinowej z rodziny Melanocetidae. Występuje we wszystkich oceanach, zwykle na głębokościach 1000–2500 m p.p.m. Tak jak inni przedstawiciele rodziny, charakteryzuje się wybitnie zaznaczonym dymorfizmem płciowym.